# こえぷら
こえぷらはNewgateによるソーシャルブラウザゲーム。2013年4月17日サービス終了。

## 概要
声優投票バトルゲーム

## 登場人物
（）は担当声優
- 秋山 ことり（藤井アユ美）
- 五十嵐 響香（優木かな）
- 春日 かなで（湊ちひろ）
- 倉科 詩葉（清水涼子）
- 桜井 伊吹（優希）
- 松下 夏鈴（野村香菜子）
- 望月 歌帆（阿部里果）
- 渡瀬 天音（長谷川静香）

## キャラクターデザイン
- CARNELIAN

## カードイラストデザイン
- 蒼月
- 上蓮かおり
- 逢坂ミナミ
- OTOE
- kyuri
- 後藤スズナ
- 桜去ほとり
- 砂月
- 塩芋
- しらいちご
- 朱堂りま
- XEtton
- たぬきＭＫ２
- ナヲコ
- 錦
- 二律背反
- ねりちちきもこ
- ののでら罠区
- みくるん
- ヤスハル
- 山木鈴